# Folkspråk
Folkspråk är ett språk som talas som modersmål av ett eller flera folkslag, till skillnad från pidginspråk, utdöda språk och planspråk. Ett pidginspråk som antagits som ett folks modersmål, kallas kreolspråk.
Ett folkspråk kan ibland utvecklas ur dialekter eller utdöda språk av nationalistiska skäl. Exempel på detta är nynorska, nygrekiska och hebreiska.